# إيرا ك. ولس
إيرا ك. ولس (بالإنجليزية: Ira K. Wells)‏ هو محامي وقاضي أمريكي، ولد في 18 يونيو 1871، وتوفي في 3 أبريل 1934.